# کل تپه غربی مجندی
کل تپه غربی مجندی مربوط به سدهٔ ۳ و ۴ ه.ق است و در شهرستان اردبیل، بخش مرکزی، روستای مجندی واقع شده و این اثر در تاریخ ۱۴ مرداد ۱۳۸۲ با شمارهٔ ثبت ۹۴۲۵ به‌عنوان یکی از آثار ملی ایران به ثبت رسیده است.